# FK Arsenal Česká Lípa
Arsenal Česká Lípa je fotbalový klub z České Lípy, který hrál do roku 2013 také Českou fotbalovou ligu. Klub byl založen v roce 1927. Největším úspěchem je období sezón 1979/80 až 1987/88, kdy klub hrál 2. nejvyšší soutěž tehdejšího Československa, dále pak tři ročníky strávené v 2. lize v letech 1996/97, 1997/98 a 1998/99. Kvůli nedostatku finančních prostředků v létě 2013 fotbalovou ligu opustil, přihlásil se do krajského přeboru.

## Historie klubu

### Úplné začátky
Klub byl v České Lípě založen roku 1927 pod názvem ČsSK Česká Lípa. Do té doby působily ve městě jen kluby německé. Počátkem druhé světové války v roce 1939 byl zrušen..

### Období 1945–1948
V roce 1945 byla činnost klubu obnovena pod novým názvem Sokol Česká Lípa a zapojením do Pelikánovy severočeské fotbalové župy. Protože se do hry zapojili i hráči hrající za protektorátu v jiných klubech, byla sehraná utkání zčásti kontumována a klub byl v roce 1946 zařazen do I.B třídy. Přijal jméno Sokol Železničáři Česká Lípa. V sezoně 1946/1947 byl úspěšný a získal tak postup do I.A.třídy, kde setrval do jara 1948. Mezitím změnil opět název na ZSJ Tatra Česká Lípa. Na jaře roku 1948 došlo k sloučení sportovních organizací pod jednotnou s názvem Sokol.

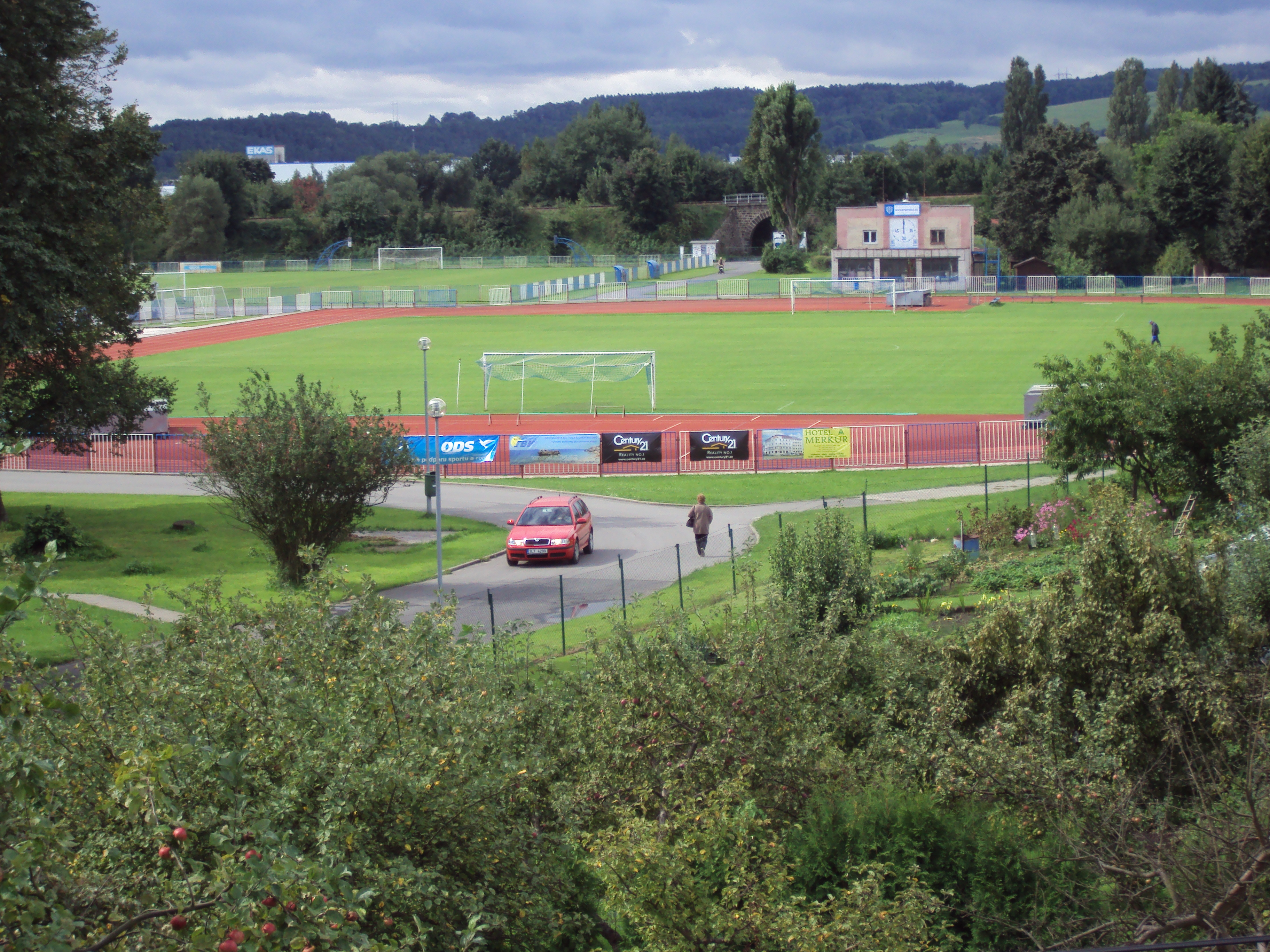
Vpředu hlavní, vzadu tréninkové hřiště

### Období 1948–1977
Po reorganizací soutěží byl klub Sokol Tatra Česká Lípa zařazen do krajského fotbalového přeboru. V té době v České Lípě působil konkurenční klub DSO Lokomotiva Česká Lípa.
Sokol změnil několikrát svůj název – v roce 1953 na DSO Spartak Česká Lípa, v roce 1960 na TJ Spoza (Spojené závody) Česká Lípa, roku 1961 na TJ SZ (Spojené závody) Česká Lípa.
Za zmínku z té doby stojí semifinále poháru v roce 1951 proti Precioze Jablonec, který tým před návštěvou 7 000 diváků zvládl a postoupil do finále pro kvalifikaci do ligy. Zde nakonec podlehl po opakovaných zápasech týmu Kolora Liberec
V roce 1961 byl klub sloučen s tehdejším rivalem DSO Lokomotiva Česká Lípa, který hrával na obdobné úrovni, v okresních a krajských fotbalových soutěžích. Obě mužstva tehdy používala jeden stadion poblíž vlakového nádraží. (dnes zde hraje osamostatněná Lokomotiva). V roce 1959 byl dostavěn nový, stávající stadion u pravého břehu Ploučnice a roku 1962 se TJ Lokomotiva opět osamostatnila. Stadion byl díky spartakiádám stále rozšiřován a klub se dostal krátce i do divizních soutěží.

### Období 1977–1990
V roce 1977 klub získal silného sponzora a změnil své pojmenování na TJ Vagonka Česká Lípa. Už dva roky poté postoupil do druhé nejvyšší československé soutěže, kterou hrál nepřetržitě 9 sezón. V jeho dresu nastupovala jednak řada vlastních odchovanců, jednak mnoho prvoligových hráčů na sklonku kariéry. V sezóně 1987/88, ačkoli klub skončil na 8. místě tabulky, byl kvůli úplatkářské aféře v posledním kole vyloučen ze soutěže a jeho výsledky anulovány. Dále hrál s občasnými postupy a sestupy (divize, ČNL, ČFL, II.ČFL). V roce 1987 se dostal do čtvrtfinále Českého poháru.

### Období 1991–2011
V roce 2008 došlo k přejmenování klubu, nový název byl od 1. července Arsenal Česká Lípa.

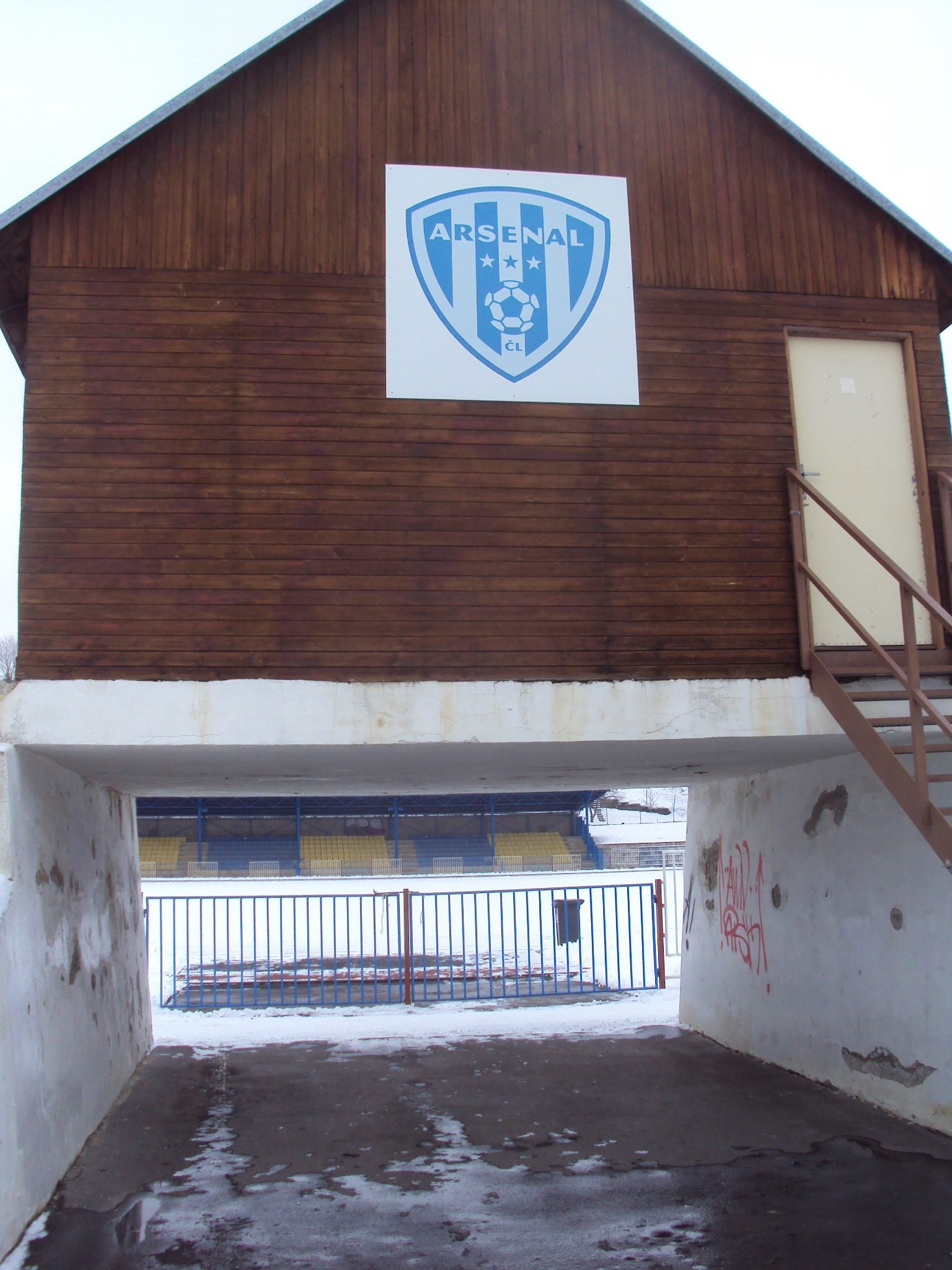
Znak klubu na jednom z objektu u hřiště

V září 2009 hráli za A tým tito hráči: Michal Dvořák, Radek Opočenský, Josef Štálík, Kamil Podolský, Petr Řehák, Petr Silný, Martin Finklár, Petr Šafář, Ondřej Holeček, Radim Věchet, Lukáš Kubeš, Oldřich Meier, Jan Šimáček, Karel Vrabec, Karel Kaňkovský, Lukáš Půlpán, Tomáš Smola, David Procházka, Radim Breite, Petr Novotný, Jan Chadraba, Jakub Krasnický, Vojtěch Brož, Radomír Picek, Václav Šíma a Pavel Runt.
Od května 2010 se do klubu vrátil po 24 letech trenér Václav Rys, který v roce 1986 fotbalisty z České Lípy dovedl k nejlepšímu umístění v jejich existenci, čtvrtému místu tehdejší II. fotbalové ligy. S asistentem Danielem Kordou vystřídal trenérskou dvojici Pavel Hradiský – Miroslav Jeník, aby odvrátili hrozící sestup.
V dubnu 2011 hrál A tým v České fotbalové lize a v řadě jarních zápasů na domácí půdě nabídl díky finanční výpomoci od vedení města divákům vstup zdarma.
Fotbalový B tým mužů zakončil sezonu 2010/2011 krajského přeboru Libereckého kraje na 3. místě čtrnáctičlenné tabulky.
V červnu 2011 oznámil sportovní ředitel klubu Roman Hejna, že dochází ke změnám v A týmu. Trenéři Radim Nečas a Milan Slipčenko po ročním působení neobnovili smlouvy a z klubu odchází. Novým koučem bude Daniel Korda (* 1965), jeho asistentem Petr Silný. Šéftrenérem a manažerem mládeže byl jmenován Karel Machač, který byl dříve trenér staršího dorostu a aktivním hráčem druholigové Vagónky.

### Roky 2012 a 2013
Koncem května 2012 oznámil vlastník klubu Jiří Janoušek, že pokud město A tým mužů finančně nepodpoří, z klubu odejde, čímž by klub hrající III. ligu skončil.
Po sestupu B týmu z krajského přeboru rozhodl v červnu 2012 dlouholetý vedoucí mužstva Miroslav Dalík a sportovní ředitel klubu Roman Hejna B tým zcela zrušit.
V červenci 2012 se A tým stává farmou prvoligového týmu Liberce. V uplynulém roce byl farmou druholigového Mostu. Ředitelem Arsenalu zůstává Roman Hejna, novým trenérem je Libor Macháček. V týmu dochází k četným hráčským změnám.
Na podzim 2012 pokračovala mediální přestřelka mezi klubem a vedením města kvůli financování. Přesto zastupitelstvo města přidělilo klubu přes jej zastupující Arsenal Česká Lípa s.r.o v prosinci 2012 částku 100 000 Kč. Je určena pro A tým dospělých mužů.
V létě 2013 se klub rozhodl svůj tým dospělých fotbalistů z ligové soutěže odhlásit pro nedostatek finančních prostředků. Z klubu odešel i hlavní sponzor a prezident Jiří Jakoubek. Následně jeho nástupce Vlastimil Horák rozhodl již čistě amatérský tým přihlásit do krajského přeboru a vypsat veřejnou sbírku. Po tomto rozhodnutí řada hráčů z klubu přestoupila do klubů jiných.